# Conlon Nancarrow
Conlon Nancarrow (Texarkana, Arkansas, 27 de outubro de 1912 - Cidade do México, 10 de agosto de 1997) foi um compositor norte-americano.
Nancarrow é quase exclusivamente lembrado pelas peças que escreveu para pianola. Ele foi um dos primeiros a usar instrumentos mecânicos como máquinas, muito além de uma representação da interpretação humana. Ele viveu a maioria da sua vida em introspecção, não se tornando famoso até à década de 1980. Hoje, ele é lembrado como um dos mais originais e incomuns compositores do século XX.

## História
Nancarrow nasceu em Texarkana, Arkansas. Ele tocou trompete em uma banda de jazz em sua juventude, antes de estudar em Cincinnati, Ohio e mais tarde em Boston, Massachussets com Roger Sessions, Walter Piston e Nicolas Slonimsky. Encontrou Arnold Schoenberg durante uma curta estada em 1933.
Em Boston, Nancarrow juntou-se ao Partido Comunista dos Estados Unidos. Quando a Guerra Civil Espanhola começou, ele partiu para a Espanha para lutar junto a Brigada de Abraham Lincoln contra Francisco Franco. Em dado momento de sua volta, ele descobriu que seus colegas da Brigada haviam sido banidos dos Estados Unidos como punição de suas escolha políticas. Para escapar desse tormento vivido pelos outros compositores de esquerda, Nancarrow mudou-se para o México, onde permaneceu até a sua morte. Ele se tornou cidadão mexicano em 1956.
Foi no México que Nancarrow fez o trabalho pelo qual é conhecido hoje. Ele já tinha escrito algumas peças nos EUA, porém esses exigiam muita competência técnica e assim levavam a performances não satisfatórios devido a dificuldade do todo. Também no México, com alguns músicos capazes de apresentar seu trabalho, a necessidade de achar uma forma alternativa de ter suas peças ficou maior. Pegando uma sugestão do livro de Henry Cowell, New Musical Resources (Novas Fontes Musicais), que ele trouxe de Nova Iorque em 1939, Nancarrow achou a sua resposta na pianola, cuja habilidade de reproduzir moldes rítmicos complexos uma velocidade muita além da do ser humano. Cowell sugeriu que como deveria ter uma escala de batida em freqüência, também devia haver uma freqüência de tempi (tempo). Nancarrow decidiu criar música que substituísse o tempi em peças congênitas, e então fez 21 peças para pianola, começa “deslizando” (crescendo e decrescendo) tempi dentro de strata. Nancarrow disse que se aparelhos eletrônicos musicais estivessem disponíveis na época ele teria composto para eles, porém não estavam.
Temporariamente envolvido em um caso de herança, Nancarrow viajou para Nova Iorque em 1947, comprou uma pianola, e comprou uma máquina construída para eliminar o trabalho de ter que rodar os rolos por suas próprias mãos. A máquina era uma adaptação da usada na fabricação de rolos, ela funcionava muito mal e muito lentamente. Ele também adaptou as pianolas, melhorando sua gama de dinâmica através da melhora da ressonância do som do mecanismo, e cobrindo os martelos com couro ou metal para produzir um som mais percussivo.
Nessa viagem para Nova Iorque ele ouviu as execuções das Sonatas e Interlúdios para Piano Preparado de John Cage (o que resultou na estética de Cowell), o que levaria Nancarrow a experimentar o piano preparado em seu estudo número 30.
As primeiras peças de Nancarrow combinaram uma linguagem harmônica e motivos melódicos dos primeiros pianistas de jazz, como Art Tatum com complicados esquemas. Os primeiros cinco rolos que ele produziu são chamados de Suítes Boogie-Woogie (mais tarde assinado como estudo número 3 a-e) e é provavelmente o seu trabalho mais influenciado pelo jazz. Seus trabalhos mais tardios tendem a serem mais abstratos, sem nenhuma referência as músicas anteriores de Nancarrow.
Muitas dessa peças tardias (que ele depois chamaria de estudos) são canons em crescimento (quando em uma apresentação de temas nas notas dobram o seu valor) ou diminuem canons prolados (um método medieval para determinar a proporcionalidade das semibreves e mínimas). Enquanto na maioria de canons, como em Bach, existem tempos em várias partes para razões (frações de tempo) simples, como 2 por 1. Os canons de Nancarrow estão em muito mais complexas frações. O estudo no. 40, por exemplo, existem partes com razões e:pi, enquanto no estudo no. 37 tem doze linhas melódicas individuais, cada uma delas se movimentando em tempos diferentes.
Em oposição a sua maestria musical, está a sua beleza matemática e elegância. Nancarrow nunca via aproximação clara entre ambos, e nunca se preocupou com isso. Essa estética natural, orgânica e dupla é uma das mais relevantes contribuições para a música do século XX.
Outra importante contribuição tem relação com um tipo de “semiológica extrapolação”. Em uma mão, sua música pode ser ouvida através de símbolos, normalmente reconhecida com correspondências analógicas como blues, jazz, flamenco e outros. Na outra mão existe um perfil abstrato e decodificado, o complexo poli-temporal estrutura por acaso, que pode ser apresentado na mesma peça. Esse fato quebra a regra que “ alguma coisa é mais diferente quando sua similaridade aumenta” geralmente usada na semiologia.
Tendo gasto muito dos seus anos precedentes de compositor na obscuridade, Nancarrow beneficiou em uma realização de 1969 um álbum inteiro de seu trabalho com aColumbia Records parte de breve flerte com a marca pela clássica divisão da música da nova guarda.
Em 1976-77, Peter Garland começou a produzir as partituras de Nancarrow no jornal Soundings, e Charlhes Amirkhanian começou a fazer gravações na pianola de seu trabalho na 1750 Arch Label, apesar de seus 65 anos Nancarrow começou a chamar a atenção do público. Tornar-se-ia mais famoso na década de 1980, e foi rotulado como um dos mais significantes compositores do século XX. O compositor György Ligeti chamou a sua música de “a grande descoberta desde Webern e Ives... o melhor de qualquer compositor vivo dos dias de hoje”. Em 1982 recebeu o prêmio MacArthur, o que aumentou o seu interesse para trabalhos próprios para instrumentos mais convencionais, e produziu diversas peças para pequenas orquestras. Ainda mais recentemente, a obra inteira de Nancarrow para pianola foi gravada e promovida pela marca alemã Wergo. Alguns de seus estudos para pianola hoje foram transcritos para musicistas. Em 1955, o compositor e critico Kyle Gann lançou um longa metragem de estudo da obra de Nancarrow. Jürgen Hocker, outro especialista em Nancarrow publicou Begegnungen mit Nancarrow (neue Zeitschrift für Musik, Schott Musik International, Mainz 2002, 284 pp.)
O conteúdo completo do estúdio de Nancarrow, incluindo os rolos das pianolas, os instrumentos, a biblioteca, e outros documentos e objetos, estão agora na Fundação Paul Sacher em Basileia. Os alemães Jurgen Hocker e Wolfang Heisig são os atuais interpretes dos rolos de Nancarrow, usando similar instrumentos acústicos.